# Ter Bekemolen
De Ter Bekemolen is een voormalige watermolen op de Molenbeek aan de Drieborrebeekstraat in de Belgische stad Ronse. De korenmolen werd al vermeld in 1684. De bovenslagmolen zelf is verdwenen, maar er zijn nog sporen van het oude molenhuis dat tot woonhuis werd omgebouwd. De beek werd overspannen met ijzeren dwarsbalken om in de winter te bedekken met stro tegen de vorst.
- Inventaris van het Bouwkundig Erfgoed (Vlaanderen): 28548